# Smack That
Smack That (englisch für „Schlag das“) ist ein Lied des US-amerikanischen Sängers Akon, das er in Zusammenarbeit mit dem Rapper Eminem aufnahm. Der Song ist die erste Singleauskopplung aus Akons zweitem Studioalbum Konvicted und wurde am 28. September 2006 veröffentlicht. Ein Remix des Stücks mit den Rappern Stat Quo und Bobby Creekwater befindet sich auf dem Sampler Eminem Presents: The Re-Up.

## Inhalt
| Liedteil   | Künstler |
| ---------- | -------- |
| Intro      | Akon     |
| Refrain    | Akon     |
| 1. Strophe | Akon     |
| 2. Strophe | Eminem   |
| Outro      | Akon     |

Der Track beginnt mit dem von Akon gesungenen Refrain. Darin fordert er eine Frau auf, in seinen Lamborghini Gallardo zu steigen und mit ihm nach Hause zu fahren. Das sich wiederholende Smack That steht dabei für Schläge auf den Hintern der Frau. Anschließend singt Akon, wie er in einem Cadillac vor einem Club parkt und diesen anschließend betritt. Er hat keine Probleme damit, Frauen aufzureißen, da er gut aussehe und reich sei. Nach zweimaligem Refrain setzt Eminems Vers ein. Dieser fordert die Leute auf, Alkohol zu trinken und zu der Musik auf der Tanzfläche zu tanzen. Er heizt die Stimmung an und flirtet mit einer Frau, die aussieht wie eines der Pussycat Dolls. Er bringt außerdem seinen Freund Akon ins Spiel, der ebenfalls nach Frauen Ausschau hält. Nach abermaligem Refrain singt Akon, wie beide den Club mit mehreren Frauen verlassen und meint, er würde mit mindestens dreien die Nacht verbringen.

## Produktion
Der Beat des Liedes wurde von Eminem produziert. Dabei verwendete er keine Samples anderer Songs.

## Musikvideo
Das Video zu Smack That wurde von Benny Boom gedreht. Es ist eine kurze Neuverfilmung des Films Nur 48 Stunden.
Am Anfang sitzt Akon im Gefängnis und wird von einem Polizisten (gespielt von Eric Roberts) angesprochen, der eine Zeugin sucht. Daraufhin wird Akon für kurze Zeit aus dem Gefängnis entlassen und sucht zusammen mit dem Polizisten die Zeugin anhand eines Fotos und Hinweisen in einem Nachtclub. Im Nachtclub trifft Akon auf Eminem und auf die gesuchte Frau. Er wirft eine Scheibe ein und flieht mit der Zeugin, ohne den Polizisten zu benachrichtigen. Das Video enthält Gastauftritte von Layzie Bone, Nas, Lil Fizz von B2K und Kendra Wilkinson. Es ist das erste Musikvideo mit Eminem, nachdem dessen langjähriger Freund Proof erschossen wurde. Zum Gedenken an ihn hält er seinen linken Arm mit einem großen PROOF-Tattooschriftzug in die Kamera.

## Single

### Covergestaltung
Das Singlecover zeigt Akons Gesicht, den Blick vom Betrachter aus nach links gewandt. Am oberen Rand steht der Schriftzug Akon in weiß und im rechten Teil des Bildes befinden sich die Schriftzüge Smack That und Featuring Eminem von oben nach unten geschrieben in orange.

### Chartplatzierungen
Smack That stieg in der 47. Kalenderwoche des Jahres 2006 auf Platz 5 in die deutschen Charts ein und belegte die beiden folgenden Wochen Rang 6, bevor es auf Position 8 fiel. Insgesamt hielt sich die Single 21 Wochen in den Top 100, davon neun Wochen in den Top 10. Im Vereinigten Königreich erreichte das Lied für eine Woche die Chartspitze.
| ChartsChartplatzierungen       | Höchstplatzierung | Wochen |
| ------------------------------ | ----------------- | ------ |
| Deutschland (GfK)              | 5 (21 Wo.)        | 21     |
| Österreich (Ö3)                | 9 (20 Wo.)        | 20     |
| Schweiz (IFPI)                 | 3 (28 Wo.)        | 28     |
| Vereinigte Staaten (Billboard) | 2 (30 Wo.)        | 30     |
| Vereinigtes Königreich (OCC)   | 1 (29 Wo.)        | 29     |

| ChartsJahrescharts (2006)      | Platzierung |
| ------------------------------ | ----------- |
| Deutschland (GfK)              | 97          |
| Schweiz (IFPI)                 | 38          |
| Vereinigte Staaten (Billboard) | 66          |
| Vereinigtes Königreich (OCC)   | 27          |

| ChartsJahrescharts (2007)      | Platzierung |
| ------------------------------ | ----------- |
| Deutschland (GfK)              | 50          |
| Vereinigte Staaten (Billboard) | 15          |
| Vereinigtes Königreich (OCC)   | 80          |

| ChartsJahrescharts (2000–2009) | Platzierung |
| ------------------------------ | ----------- |
| Vereinigte Staaten (Billboard) | 76          |

### Auszeichnungen für Musikverkäufe
Smack That verkaufte sich allein in den Vereinigten Staaten über fünf Millionen Mal, wofür es dort mit Fünffach-Platin ausgezeichnet wurde. Im Jahr 2024 erhielt es für mehr als 600.000 Verkäufe in Deutschland eine Platin-Schallplatte.

| Land/Region                  | Auszeichnungen für Musikverkäufe (Land/Region, Auszeichnung, Verkäufe) | Verkäufe  |
| ---------------------------- | ---------------------------------------------------------------------- | --------- |
| Australien (ARIA)            | 7× Platin                                                              | 490.000   |
| Belgien (BRMA)               | Gold                                                                   | 25.000    |
| Brasilien (PMB)              | Diamant                                                                | 250.000   |
| Dänemark (IFPI)              | 2× Platin                                                              | 180.000   |
| Deutschland (BVMI)           | Platin                                                                 | 600.000   |
| Griechenland (IFPI)          | 2× Platin                                                              | 40.000    |
| Italien (FIMI)               | Gold                                                                   | 50.000    |
| Kanada (MC)                  | 8× Platin                                                              | 320.000   |
| Neuseeland (RMNZ)            | 5× Platin                                                              | 150.000   |
| Schweden (IFPI)              | Platin                                                                 | 20.000    |
| Spanien (Promusicae)         | Gold                                                                   | 30.000    |
| Vereinigte Staaten (RIAA)    | 2× Platin (Single) · + 3× Platin (Mastertone)                          | 5.000.000 |
| Vereinigtes Königreich (BPI) | 3× Platin                                                              | 1.800.000 |
| Insgesamt                    | 3× Gold · 34× Platin · 1× Diamant ·                                    | 8.955.000 |

Hauptartikel: Akon/Auszeichnungen für Musikverkäufe
Bei den Grammy Awards 2007 wurde Smack That in der Kategorie Best Rap/Sung Collaboration nominiert, unterlag jedoch dem Lied My Love von Justin Timberlake und T.I.